# Neotrichina insignis
Neotrichina insignis är en tvåvingeart som först beskrevs av Collin 1933.  Neotrichina insignis ingår i släktet Neotrichina och familjen puckeldansflugor. Inga underarter finns listade i Catalogue of Life.